# Stadtwerke Köln
Die Stadtwerke Köln GmbH (SWK) ist die übergeordnete Holding der Stadt Köln und sorgt für die typischen Stadtwerke-Dienstleistungen.
Einziger Gesellschafter der SWK ist die Stadt Köln mit 100 % Anteil am Stammkapital der Gesellschaft. Unter dem Dach der SWK konzentriert die Stadt ihr wirtschaftliches Engagement für Infrastruktur und Versorgung. Die SWK ist eine Holding-Gesellschaft mit 120 Angestellten. Über ihre konsolidierten Konzernunternehmen arbeiten 11.610 Angestellte in Köln und Umgebung unter dem Dach der SWK. Für ihre Töchter und assoziierten Unternehmen übernimmt die SWK zentrale Aufgaben wie Revision, Rechtsfragen, Datenschutz, Liegenschaften und Versicherungen.

## Unmittelbare Beteiligungen
Die unmittelbaren Beteiligungsunternehmen der SWK sind (2014):
- GEW Köln AG, 90 % (10 % Stadt Köln unmittelbar)
  - NetCologne GmbH, 100 %
  - RheinEnergie AG, 75,8 % (24,2 % Westenergie AG)
- Kölner Verkehrs-Betriebe AG, 90 % (10 % Stadt Köln unmittelbar)
- Wohnungsgesellschaft der Stadtwerke Köln mbH, 100 %
- AWB Abfallwirtschaftsbetriebe Köln GmbH, 100 %
- AWB Abfallwirtschaftsbetriebe Köln Verwaltung GmbH, 100 %
- Köln Bäder GmbH, 74 % (26 % Stadt Köln unmittelbar)
- Häfen und Güterverkehr Köln AG, 54,5 % (39,2 % Stadt Köln unmittelbar, 6,3 % Rhein-Erft-Kreis)
- moderne stadt Gesellschaft zur Förderung des Städtebaues und der Gemeindeentwicklung mbH, 51 % (49 % Stadt Köln unmittelbar)
- AVG Abfallentsorgungs und Verwertungsgesellschaft Köln mbH, 50,1 % (49,9 % Rethmann SE & Co. KG)
- Kölner Aussenwerbung GmbH, 49 % (49 % Ströer SE & Co. KGaA)
- modernes köln Gesellschaft für Stadtentwicklung mbH, 51 % (49 % Stadt Köln)
- Radio Köln GmbH & Co. KG, 25 % (75 % RRB Rheinische Rundfunkbeteiligungsges. mbH & Co. KG)

## Einzelne Beteiligungsunternehmen

### AWB Abfallwirtschaftsbetriebe Köln GmbH

Gegenstand der AWB Abfallwirtschaftsbetriebe Köln GmbH & Co. KG (AWB) ist im Wesentlichen die Abfallbeseitigung, Straßenreinigung und Winterwartung im Stadtgebiet Köln, die Erbringung von Dienstleistungen im Bereich der Entsorgungs- und Recyclingwirtschaft sowie die Erbringung aller im Zusammenhang mit den vorher genannten Dienstleistungen anfallenden Hilfs- und Nebentätigkeiten. Komplementärin der AWB ist die AWB Abfallwirtschaftsbetriebe Köln Verwaltung GmbH, deren Anteile sich vollständig im Eigentum der SWK befinden.
Zum 1. Januar 2001 sind die Abfallwirtschaftsbetriebe der Stadt Köln in den Konzernverbund der SWK überführt worden. Seit dem 15. Juli 2003 ist die SWK alleinige Kommanditistin der AWB, nachdem die RWE Umwelt AG ihre 49,9%ige Beteiligung aus kartellrechtlichen Gründen aufgeben musste.
Im Oktober 2010 erhielt die AWB als erster deutscher Stadtreinigungsbetrieb das Zertifikat „Ausgezeichnete Stadtreinigung“. Bei der Zertifizierung ging es u. a. um eine neutrale und objektive Reinigungsqualitätsanalyse sowie Servicefreundlichkeit.
Seit 2014 besteht ein Ergebnisabführungsvertrags mit den Stadtwerken Köln GmbH. Im Jahr 2022 wurden somit Gewinne in Höhe von ca. 19,8 Mio. € und im Jahr 2023 ca. 21,6 Mio. € an die Muttergesellschaft abgeführt.
Die AWB hatte 2017 einen Umsatz von 158,9 Mio. € und 2014 eine Bilanzsumme von 92,7 Mio. €. Ihre Mitarbeiterzahl zum 31. Dezember 2017 betrug 1.756, davon 23 Auszubildende.

### AVG Köln GmbH
Als mehrheitlich kommunales Unternehmen mit privater Beteiligung hatte die AVG Köln GmbH zunächst die Aufgabe, die im Abfallwirtschaftskonzept der Stadt Köln vorgesehene Infrastruktur von Verwertungs- und Entsorgungsanlagen zu realisieren. Dazu gründete die AVG Köln GmbH in den Anfangsjahren gemeinsam mit privaten Entsorgungsunternehmen Gesellschaften zur Sortierung und Verwertung von Baumisch- und Gewerbeabfällen sowie zur Kompostierung von biogenen Abfällen. Gleichzeitig nahm sie die Planungen für die Kompostierungsanlage und die Restmüllverbrennungsanlage auf.
Mit Jahresbeginn 1998 hat die AVG Köln GmbH zusätzlich den Betrieb der Deponie Vereinigte Ville im Auftrag der Stadt Köln übernommen. Nach der Restrukturierung des Anlagenbetriebs wurde die Deponie in Erftstadt/Liblar auf den Übergang von einer Siedlungsabfalldeponie hin zu einer Inertstoffdeponie vorbereitet, so wie es der Gesetzgeber seit 1. Juni 2005 für ganz Deutschland vorschreibt. Seither dürfen nur noch vorbehandelte Abfälle mit keinen oder geringen Organikanteilen abgelagert werden.
Zum 22. Dezember 2009 übernahm die AVG Köln GmbH die Gesellschaften zur Sortierung und Verwertung von Baumischabfällen, Gewerbeabfällen und biologischen Abfällen komplett. Eineinhalb Jahre später wurden die Verwaltung und Abwicklung des Geschäftsverkehrs für die Bereiche Baumischabfälle und Gewerbeabfälle gebündelt und verschmolzen, um sie schlagkräftiger zu machen. Die Vertriebsaktivitäten wurden konzentriert und mit dem Ziel verbessert, Verwertungs- und Entsorgungsdienstleistungen aus einer Hand anzubieten, um die Position im Abfallmarkt zu stärken.
Um auch nach außen hin stärker zu dokumentieren, dass die einzelnen Gesellschaften als Unternehmensgruppe agieren, wurden zum 1. April 2014 die Tochtergesellschaften umfirmiert. Sie heißen seither AVG Ressourcen GmbH und AVG Kompostierung GmbH.

### Wohnungsgesellschaft der Stadtwerke Köln mbH

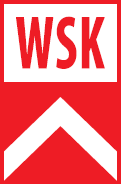

Die Wohnungsgesellschaft der Stadtwerke Köln mbH (WSK) ist ein Unternehmen der Wohnungswirtschaft und errichtet und bewirtschaftet Dienst- und Werkmietwohnungen für Beschäftigte der Stadtwerke Köln GmbH und der mit ihr verbundenen Unternehmen.
Die WSK hatte 2014 einen Umsatz von 10,3 Mio. € und eine Bilanzsumme von 53,6 Mio. €. Sie bewirtschaftet einen Gesamtbestand von 1.852 Wohnungen (Stand: Ende 2014). Davon sind 1.419 Wohnungen im Eigentum der WSK und 433 im Eigentum der Organgesellschaften der Stadtwerke Köln GmbH. Der Wohnungsbestand der WSK wurde fast ausschließlich im sozialen Wohnungsbau errichtet. Für fast alle Wohnanlagen ist die Sozialbindung bis Ende 2011 ausgelaufen.
Die Verwaltung der Wohngebäude erfolgt als Dienstleistung durch Mitarbeiter der Stadtwerke Köln GmbH. Die WSK beschäftigt seit dem 1. Juli 2007 kein eigenes Personal mehr.